# Гай Клавдій Пульхр (консул 92 року до н. е.)
Гай Клавдій Пульхр (138 — 91/90 роки до н. е.) — політичний діяч Римської республіки.

## Життєпис
Походив з патриціанського роду Клавдіїв. Син Аппія Клавдія Пульхра, консула 143 року до н. е., та Антистії. Зробив собі кар'єру завдяки належності до знатного роду. У 111 році Гай стає квестором, а у 110—109 роках до н. е. виконує обов'язки монетарія. У 100 році до н. е. брав участь у придушенні руху Луцея Апулея Сатурніна.
У 99 році до н. е. обирається курульним еділом. На цій посаді влаштовує розкішні ігри, першим розфарбував сцену у різні кольори, показав бої слонів. У 98 році до н. е. очолив суд у справі про численні отруєння в Римі та його околицях. У 95 році до н. е. стає претором, керував судом у справах щодо здирництва. Також під час своєї каденції за наказом сенату склав закон про вибори для міста Галеси, що на Сицилії. У 93 році до н. е. призначається куратором дорожніх робіт у Римі.
У 92 році до н. е. Гай Клавдій обирається консулом (разом з Марком Перперною). На цій посаді склав та спрямував сенату доповідь стосовно бунтівних дій народного трибуна Гнея Папірія Карбона. У проконсульство отримав Крит та Киренаїку, також в цей час стає патроном Мессени, що на Пелопоннесі. Незабаром після закінчення строку проконсульства Пульхр помер.

## Родина
- Аппій Клавдій Пульхр, військовий трибун 87 року до н. е.